# Silviu Lung Jr.
Silviu Lung Jr. (n. 4 iunie 1989, Craiova, România) este un fotbalist român, care joacă pe post de portar la CSU Craiova în SuperLiga României. Pe plan internațional, are prezențe la națională pentru România Sub-21 și România.
Este fiul cunoscutului fost portar la Universității Craiova și Steaua București, Silviu Lung, astfel el este considerat un urmaș al tatălui și al fratelui său Tiberiu Lung, ambii apărând poarta echipei naționale a României.

## Carieră
A debutat pentru Universitatea Craiova în Liga I pe 12 aprilie 2008 într-un meci terminat la egalitate împotriva echipei Oțelul Galați. După dezafilierea Universității Craiova din 2011, s-a transferat la Astra Giurgiu, echipă cu care a jucat în preliminariile UEFA Europa League 2013-2014.

## Palmares
Astra Giurgiu
- Cupa României (1): 2013–14
- Supercupa României (2)20142016-2017
- Liga I (1): 2015-16